# Taubukinmeang
Taubukinmeang ist ein Ort mit einer Landfläche von 0,15 km² im nördlichen Teil des pazifischen Archipels der zum Inselstaat Kiribati gehörenden Gilbertinseln nahe dem Äquator. 2020 wurden 189 Einwohner gezählt.

## Geographie
Taubukinmeang liegt im Süden des Atolls Butaritari. Der Ort ist durch eine Straße mit Temanokunuea im Südwesten sowie mit Antekana im Nordosten verbunden.

## Klima
Das Klima ist tropisch heiß, wird jedoch von ständig wehenden Winden gemäßigt. Ebenso wie die anderen Orte der nördlichen Gilbertinseln wird Taubukinmeang gelegentlich von Zyklonen heimgesucht.